# Litro
Il litro (simbolo: L) è un'unità di misura del volume. Non è un'unità del SI ma è tuttora accettata a titolo transitorio.

Riferendosi al SI, un litro equivale a 10−3 m³ (ovvero 1 dm³).

## Il simbolo
Il simbolo del litro era in origine l (lettera elle minuscola).
Per evitare confusioni con il numero 1 o la lettera I, nel 1979 fu adottato il simbolo L (lettera elle maiuscola). Il National Institute of Standards and Technology degli Stati Uniti raccomanda la L maiuscola. Tuttavia, sarebbe corretto utilizzare anche la minuscola, pur essendo fortemente sconsigliato, in concordanza con il fatto che le unità di misura sono indicate in maiuscolo solo se derivanti da nomi propri (per esempio, watt → W; ampere → A). Per risolvere questa discrepanza, fu inventato il personaggio fittizio Claude Émile Jean-Baptiste Litre.
Prima del 1979, in alcuni paesi si usava il simbolo ℓ (l corsiva minuscola); era stato raccomandato negli anni settanta dalla pubblicazione M33 del South African Bureau of Standards. Rimane nell'uso comune, ma non è accettato dall'Ufficio internazionale dei pesi e delle misure (Bureau international des poids et mesures, BIPM).
Esiste, inoltre, l'abbreviazione lt., ma anche questa non è riconosciuta dal BIPM.

## Storia
(Loi relative aux poids et measures, du 18 Germinal, an 3, de la Républicque française)
L'origine del termine litro, è francese: compare per la prima volta nell'articolo V della Loi du 18 germinal an III (7 aprile 1795) , dove la Prima Repubblica Francese introduce l'obbligo di utilizzo delle unità del sistema metrico.
Si ipotizza che il termine derivi da una precedente unità storica, chiamata litron, ovvero un sedicesimo di staio, probabilmente già in uso nell'Antica Grecia con il nome greco λίτρα (litra). 
Nel 1879 il Comitato internazionale dei pesi e delle misure adottò la definizione di litro e il simbolo l.
Nel 1901, alla terza Conferenza generale dei pesi e delle misure, il litro è stato ridefinito come il volume occupato da 1 kg di acqua pura alla temperatura della sua massima densità (3,98 °C) alla pressione di un'atmosfera. Si pensava che questo fosse 1 dm³, ma successivamente si scoprì che era 1,00028 dm³. In più, il volume dipende dalla pressione, e l'unità di pressione ha come fattore la massa, per cui si crea una dipendenza circolare con la definizione del chilogrammo.
Nel 1964, durante la dodicesima Conferenza generale dei pesi e delle misure, fu ripristinata l'originale definizione del litro. Fu consigliato l'uso di questa unità in ambiti commerciali, ma non per lavori scientifici di alta precisione.
Nel 1979, durante la sedicesima Conferenza generale dei pesi e delle misure, fu accettato il simbolo L, utilizzabile in alternativa a l.

## Multipli e sottomultipli
Il litro può essere suddiviso in unità più grandi e più piccole utilizzando i prefissi del SI.
| Denominazione | Simbolo | Corrispondenza | Corrispondenza   | Corrispondenza | Corrispondenza |
| ------------- | ------- | -------------- | ---------------- | -------------- | -------------- |
| teralitro     | TL      | 1×1012 L       | 1000 L           | 1 000 000/1 L  | 1 km³          |
| gigalitro     | GL      | 1×109 L        | 1 000 L          | 1 000 000/1 L  | 1 hm³          |
| megalitro     | ML      | 1×106 L        | 1 000 L          | 1 000 000/1 L  | 1 dam³         |
| chilolitro    | kL      | 1×103 L        | 1 000 L          | 1 000/1 L      | 1 m³           |
| ettolitro     | hL      | 1×102 L        | 100 L            | 100/1 L        | 100 dm³        |
| decalitro     | daL     | 1×101 L        | 10 L             | 10/1 L         | 10 dm³         |
| litro         | L       | 1×100 L        | 1 L              | 1/1 L          | 1 dm³          |
| decilitro     | dL      | 1×10−1 L       | 0,1 L            | 1/10 L         | 100 cm³        |
| centilitro    | cL      | 1×10−2 L       | 0,01 L           | 1/100 L        | 10 cm³         |
| millilitro    | mL      | 1×10−3 L       | 0,001 L          | 1/1000 L       | 1 cm³          |
| microlitro    | µL      | 1×10−6 L       | 0,000001 L       | 1/1 000 000 L  | 1 mm³          |
| nanolitro     | nL      | 1×10−9 L       | 0,000000001 L    | 1/1 000 000 L  | 1×106 μm³      |
| picolitro     | pL      | 1×10−12 L      | 0,000000000001 L | 1/1 000 000 L  | 1×103 μm³      |

Le quantità di liquidi maggiori possono essere misurate usando chilolitri, megalitri, gigalitri o teralitri, ma normalmente in questi casi si usano i metri cubi (1 m³=1 000 L).

### Picolitro
Il picolitro (1 pL=1,0×10−12 L) è utile, per esempio, per indicare la quantità di inchiostro che viene spruzzata dagli ugelli delle stampanti a getto d'inchiostro per produrre un singolo punto di colore sul foglio.
Dalla dimensione delle singole gocce dipende il diametro dei punti di colore e, quindi, la definizione dell'immagine stampata. In pratica il picolitro viene utilizzato, impropriamente, come unità di misura del diametro dei punti, quando non della definizione dell'immagine.